# Estadio Municipal de Uagadugú
El Estadio Municipal de Uagadugú, también conocido como Stade Dr. Issoufou Joseph Conombo, es un estadio multiusos ubicado en Uagadugú, capital de Burkina Faso. Actualmente es la sede de los equipos Santos Ouagadougou y US Ouagadougou.

## Historia
Fue construido en los años 1960 con capacidad para 15 000 espectadores y es utilizado actualmente para partidos de fútbol, siendo sede de Alto Volta durante los procesos eliminatorios de los años 1970.
Fue una de las sede utilizadas en la Copa Africana de Naciones 1998 en la que Burkina Faso fue sede, y en él se disputaron 11 partidos incluyendo el del tercer lugar.